# Witków Szprotawski
Witków Szprotawski – dawna stacja handlowa w Witkowie, w gminie Szprotawa, w powiecie żagańskim, w woj. lubuskim, w Polsce. Została otwarta w 1911 roku przez KGS. W 1945 roku nastąpiło jej zamknięcie, a w 1949 roku likwidacja. Znajdowała się na trasie kolei szprotawskiej.